# حول فتاة (أغنية)
«حول فتاة» (بالإنجليزية: About a Girl) هي أغنية لفرقة الروك الأمريكية نيرفانا. وهي الأغنية الثالثة من ألبوم الفرقة الأول بليتش (1989). وهي أيضاً الأغنية الأولى من الألبوم الإحيائي إم تي في انبلجد إن نيويورك حيث صدرت منه الأغنية على شكل أغنية مفردة في عام 1994.